# Chenghuang
Cette page contient des caractères spéciaux ou non latins. S’ils s’affichent mal (▯, ?, etc.), consultez la page d’aide Unicode.

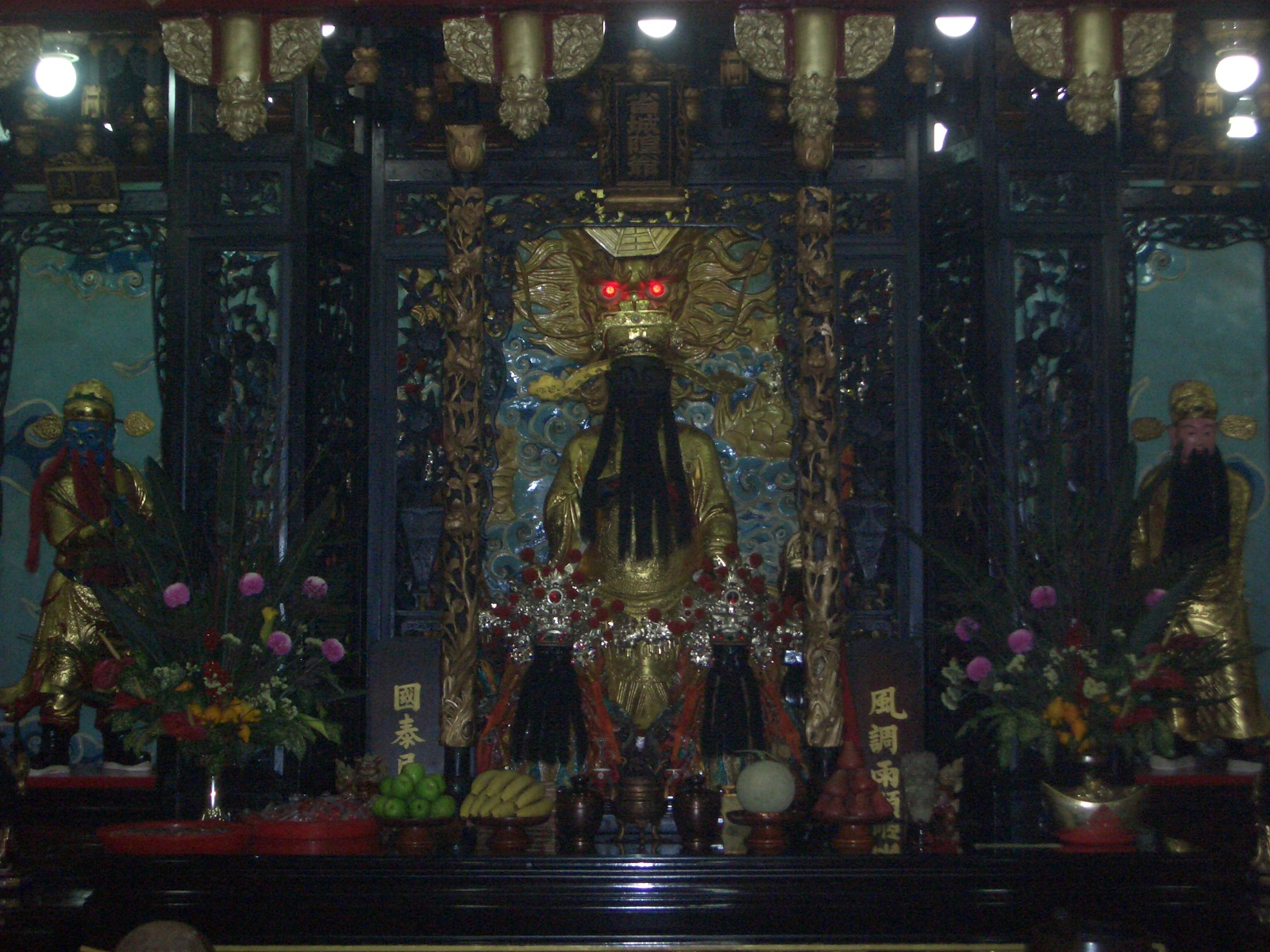
Statue du dieu flanqué de ses deux acolytes, le juge civil à sa gauche et le juge militaire à sa droite

Chenghuang (chinois: 城隍 ; pinyin: chénghuáng ou 城隍爺 chénghuángyé; « dieu de la ville ») est dans la religion traditionnelle chinoise une déité qui veille en maire ou préfet au bon ordre terrestre et infernal de sa circonscription, dont l'étendue peut varier d'un quartier à une ville ou un comté. Il existe donc une multitude de chenghuang. Ces dieux occupent le niveau le plus élevé de l'ensemble des fonctionnaires territoriaux divins, juste au-dessus des « dieux du sol » (tudigong). Le chenghuang exerce également des fonctions judiciaires.

## Origine

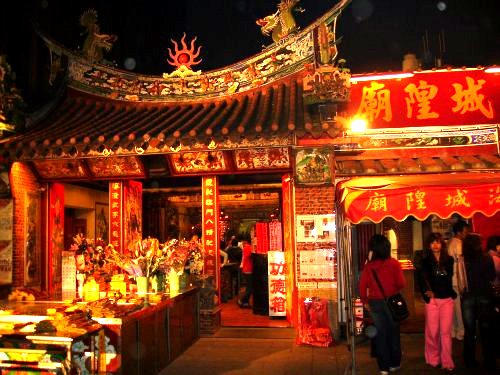
Temple de Xiahai, Taipei

La première mention d'un « temple de la ville » (城隍廟 chénghuángmiào, littéralement : «  temple de la muraille et des douves  ») date des Trois royaumes (239 à Wuhu dans la province de l’Anhui). Le culte, ainsi que les représentations personnifiées du dieu, se sont généralisés sous les Tang. C'est à partir de cette période que les différents Chenghuangye reçurent des titres de l'administration impériale, comme il est coutume pour les dieux chinois d'une certaine importance. Parfois le titre marque le grade du dieu (ville, district ou comté). À partir des Ming, les temples des villes furent déclarés « temples d'État » (官廟), entérinant le parallèle entre les chenghuang et les fonctionnaires impériaux responsables des villes et comtés, qui eurent désormais l'obligation d'aller saluer le dieu lors de leur prise de fonctions, ainsi que les 1er et 15 de chaque mois.

## Identité
Comme toutes les divinités chinoises, les différents chenghuang sont censés être d'anciens mortels choisis par un grand dieu (l’Empereur de jade selon la vision taoïste) pour leur conduite exemplaire ou leurs talents. Quelquefois ce sont des héros locaux, comme Yamuwang , le « Roi des canes », meneur d'une révolte populaire sous les Qing à Taïwan, ou même de dangereux fantômes ayant amendé leur conduite. S'ils effectuent mal leur travail, ils peuvent être démis par le dieu qui les a nommés. L'anniversaire de chaque dieu a lieu à une date différente. Celui du titulaire du plus célèbre temple du genre à Taiwan, le temple Xiahai (霞海) à Taipei, est fêté les 11 et 12 du 5e mois lunaire.

## Le temple, yamen divin

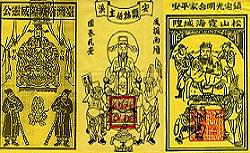
Trois représentations de chenghuang en juge

Tout comme son homologue humain, le chenghuang est responsable du maintien de la sécurité et de la prospérité sur l'étendue de sa circonscription, avec une forte emphase sur ses pouvoirs judiciaires à l'égard des hommes et des fantômes. Il dispose pour les exercer d'assistants, dont le « juge civil »  et le « juge militaire », placés respectivement à sa gauche et à sa droite, en référence aux deux assistants dits « de gauche » et « de droite » des juges de l'époque impériale. Le premier tient dans la main gauche un document où sont inscrits les faits et gestes des habitants, le second dans sa main droite une masse d'arme pour exécuter les sentences. La disposition intérieure du temple, semblable à celle de la salle principale d'un yamen (衙門) (siège autrefois de l'administration locale), vise à impressionner, faisant du temple de Chenghuang un lieu où l'on n'entre pas sans une bonne raison. L'autel du dieu est une table de juge entourée des tables des deux assistants, parfois des instruments de supplice sont accrochés au mur. Un miroir symbolise l'intégrité et un boulier rappelle un adage qui dit que « les comptes du Ciel sont plus justes que ceux des hommes ».

## Fonctions
En tant que juge et maire ou préfet, le dieu de la muraille et des douves peut être sollicité pour résoudre toutes sortes de problèmes rencontrés par les habitants. La forme des requêtes imite souvent les démarches administratives.
- On prie collectivement le dieu en cas d'épidémie ou de calamité. Individuellement, il est possible de demander une aide pour réparer un mauvais destin[5] ou une injustice. Les plaintes sont alors écrites puis brûlées au temple[6]. Il ne faut pas oublier de venir remercier si l'on a été exaucé. Le dieu peut  rectifier la destinée des enfants nés sous des auspices violents ou des personnes sous mauvaise influence astrale.
- Le chenghuang dispose du pouvoir de punir les malfaiteurs qui ont échappé à la justice en les rendant malade ou leur envoyant des calamités (châtiment Yin)[7]. Une personne qui s'estime injustement soupçonnée peut faire un serment solennel au temple devant ses accusateurs, rite accompagné autrefois du sacrifice d'un poulet manifestant la volonté de subir le même sort en cas de mensonge. Les juges de l'administration impériale soumettaient parfois les accusés à ce rituel. En cas de possession, il est possible de faire un procès nocturne à l'esprit responsable[8].
- Si le corps d’une personne morte hors de la circonscription doit y être ramené, un laissez-passer[9] doit être sollicité du dieu. On peut procéder au temple à un virement d'argent infernal en faveur de parents décédés, par incinération de papier-monnaie, ou à un transfert d'héritier, cérémonie par laquelle quelqu'un accepte de rendre un culte aux mânes d'une personne sans descendance. Les morts font parvenir ces requêtes en rêve aux vivants.
- Bien qu'en principe les fonctions du dieu auprès des défunts se limitent au maintien de l'ordre dans les enfers, il arrive qu'il soit crédité du pouvoir d'accélérer les réincarnations.

À l'occasion de son anniversaire, en plus des tournées d’inspection comme en font tous les dieux, le Chenghuang fait aussi des tournées nocturnes pour les fantômes. Celle du temple Xiahai à Taipei a lieu le soir du 11 du cinquième mois. Les « généraux » qui traditionnellement ouvrent le cortège tiennent en main des chaînes et des menottes, remplacés par un éventail et un mouchoir lors de la tournée diurne du lendemain, pour montrer que les esprits malfaisants ont été arrêtés et que l'ordre règne.